# TBSアクト
株式会社TBSアクト（ティービーエスアクト、英: TBS ACT, INC.）は、TBSホールディングスの100％子会社で、主にテレビ番組の技術・美術・CG業務を行う日本の総合プロダクション。2021年4月1日にTBSグループ内の12社が合併し発足した。

## 設立の経緯
TBSはグループ会社体制を見直し、コンテンツ制作の子会社を『TBSスパークル』に、番組販売と興行・催事、テレビの通信販売の子会社を『TBSグロウディア』にそれぞれ集約・再編してきた。
2019年11月7日付をもって、技術関連及び美術・CG 関連の業務を担う、新会社を設立することを明らかにした。その後、2020年5月14日付で、2020年6月22日に『TBSアート&テクノロジー』（仮称、以下同）を設立することを発表した。さらに、2020年11月5日には、これまであった12の関連会社をTBSアート&テクノロジーに吸収合併する方式で再編を行うことを明らかにした。
そして、2021年1月15日をもって、これまでの『TBSアート&テクノロジー』という社名を『TBSアクト（TBS ACT）』に改めることを発表した。この『ACT』には「Art, Communication & Technology」、あるいは「Art Coupling Technology」という意味が込められているという。
なお、TBSグループ制作のコンテンツではもっぱら「TBS ACT」ロゴがクレジットされるが、TBS系列局以外の番組などでは、「TBS ACT」に代わって「TACT」ロゴが使用されることもある。

## 役員
- 代表取締役社長

安田淳（マネジメント本部・法務コンプライアンス本部 担当、株式会社TBSホールディングス グループ執行役員、元 株式会社TBSテレビコンテンツ制作局長）
- 常務取締役

志賀順（社長補佐、デザイン本部・デジタルクリエイティブ本部 担当、元 株式会社TBSテレビ情報制作局長）
丹野至之（現業統括、スタジオ本部・ドラマ本部・中継ＥＮＧ本部・ポスプロ本部・ステーション本部 担当、元 株式会社TBSテレビメディアテクノロジー局長)
- 取締役

桑原仁（コーポレート統括、ファシリティ本部・経営戦略本部・人財戦略本部 担当、元 株式会社TBSホールディングス グループ経営企画局 担当局次長）
平林雅之（TBSホールディングスグループ経営企画局グループデザイン部　非常勤）
京屋知行（TBSテレビメディアテクノロジー局長　非常勤）
石橋孝之（TBSテレビコンテンツ制作局長　非常勤）
山口智広（TBSテレビデザインセンター長　非常勤）
松野忠雄（TBSホールディングス事業投資戦略局 VFX 戦略室長　非常勤）
- 監査役

青木葉吉樹
津久井直也（TBSホールディングス常勤監査役　非常勤）
- 執行役員

荒木健一（スタジオ本部 本部長 兼 マネジメント本部 本部長）
津留正明（ドラマ本部 本部長 兼 ドラマプロデュース部 部長）
菊地丈治（中継 ENG 本部 本部長）
大西孝紀（デザイン本部 本部長）
阿部智昭（デジタルクリエイティブ本部 本部長）
曽根原護（ポスプロ本部 本部長、元 東通ビデオセンター事業部エディター）
加藤拓（ファシリティ本部 本部長）
並木加代（ステーション本部 本部長、元TBSビジョン→プロカム→TBSテックスエディター）
杉浦仁（経営戦略本部 本部長、元アックス 美術プロデューサー 兼 美術ディレクター担当）
石井宏昌（人財戦略本部 本部長、元TBSテレビスポーツ局→TBSホールディングス）
佐藤夏実（法務コンプライアンス本部 本部長）
- 特任執行役員

奥村秀樹（ステーション本部付、ステーション本部担当）
小林茂（人財戦略本部付、グループ会社間技術業務調整担当）
東立（人財戦略本部付、建設業経営業務管理責任者）
髙塲英文（人財戦略本部付、四国東通担当）
金内健（人財戦略本部付、ネットワーク東通担当）

## 主な実績
TBS系列（地上波）・BS-TBS（BS放送）・TBSチャンネル（CS放送）とNHK・民放各局など番組全般の映像技術（スタジオ・中継・ロケーション・取材）、オーディオ（音声・PA）、ポスプロ（ノンリニア編集・オフライン編集・オンライン編集・MA）、音響効果・選曲を用いて事業を行っている。
設立時から2023年12月まではプロダクション本部だったが、2024年1月以降は各12本部（スタジオ・ドラマ・中継・ENG・美術・CG・ポスプロ・ファシリティ・ステーション・マネジメント・コーポレート・コンプライアンス）の部署となる。
凡例
太字：現在放映されている番組、これから放映する予定の番組またはWEBコンテンツの場合は現在アーカイブ公開されている番組、これから配信する予定の番組。
無：全般（映像技術・照明・オーディオ・PA・ポスプロ・音響効果・選曲）
照：照明のみ
音：音声のみ
PA：PA（パブリックアドレス・音響機器）のみ
☆：美術ディレクターのみ。
ポ：ポスプロ（編集・MA）のみ
効：音響効果のみ
合併前の技術・オーディオ・ポスプロ・音響効果会社
TO：東通
TV：東通ビデオセンター事業部
TT：TBSテックス
N：エヌ・エス・ティー
TL：ティ・エル・シー
LA：ラ・ルーチェ
TA：タムコ
AC：アックス
TE：テクト
AG：赤坂グラフィックスアート
O：OXYBOT
特に記述がない場合はTBSテレビ（テレビ）とTBSラジオ（ラジオ）で放送。

## 合併した会社（全12社）
株式会社赤坂グラフィックスアート
テレビ番組のCG・テロップ・気象情報画面の制作、ニュース番組のバーチャルCGの制作様々なコンテンツ用システム・アプリの開発、JNN系列局の気象デザイン
株式会社アックス
テレビ番組美術（プロデューサー・デザイナー・ディレクター）、イベント制作、CGディレクター、サウンドデザイナー（音響効果）、美術レンタル・コーディネート
株式会社アンクル
送出・回線・放送実施・ファイリングのステーション業務、CSTBSニュースの技術全般業務、CSTBSチャンネルの運行・編成・広告営業の各業務、CPUルームの運用・監視業務
株式会社エヌ・エス・ティー
放送番組制作に関連する映像技術全般（ドラマ・バラエティ・音楽・情報番組・スポーツ・ニュース 等）企業VP・CM・イベント・コンサート・劇場中継等に関する撮影技術
OXYBOT株式会社
CG映像制作全般、テレビドラマ・劇場映画のVFX、劇場映画の企画・制作、CM・PVなど映像制作全般
株式会社タムコ
放送番組制作における音声技術全般（ドラマ・バラエティ・音楽・情報番組・スポーツ・ニュース 等）音声編集（MA）、コンサート・イベント等のPA、音声中継車やDAWを用いて行うライブレコーディング
株式会社ティ・エル・シー
テレビ・舞台・イベント等の照明プランニング、及びオペレーション
株式会社TBSテックス
情報・バラエティ・報道・スポーツニュースのENG取材、新規事業の調査・研究開発、送出・回線・放送実施等のステーション業務、映像編集・メディア変換・ダビング・音声編集（MA）、ビジュアルデザイン・CG画像・静止画像の企画及び制作
株式会社テクト
放送関連技術サービス、電気工事・電気通信工事・放送機器の保守・管理、商用電飾（電気装飾・イルミネーション）
株式会社データトラフィック
ステーション業務、聴覚障害者向け字幕放送番組制作、放送関連システムのソフト開発・販売
株式会社東通
テレビ番組技術制作、スポーツ番組制作、BS・CS放送送出、インターネット配信、コンピューターグラフィックス・デジタルコンテンツ制作・開発、映像編集・音声編集
株式会社ラ・ルーチェ
テレビ・舞台・イベント等の照明プランニング、及びオペレーション

## 関連会社
- 東通グループ（以下に示す地方の東通グループ各社は社名変更せず）
  - 関西東通（大阪市）
    - 大阪東通（民事再生法適用により東通本社に統合、大阪支社となったのち、大阪東通傘下にあった東通テクノサービスが事業を承継し関西東通として改めて設立された）

  - 東通企画
  - 東通インフィニティー（旧・東通クリエイト）
    - 東通エーヴィセンター（東通インフィニティーに統合）

  - 名古屋東通
    - 名古屋東通企画

  - 北陸東通（金沢市）
  - 四国東通（高松市）
  - 九州東通（福岡市）

## 社員による不祥事
- 2024年11月13日、同年5月下旬頃に東京都世田谷区内の女性宅に侵入し、就寝中の女性の下着をスマートフォンで撮影したとして、性的姿態撮影等処罰法違反と住居侵入の疑いで同社社員の男が警視庁に逮捕された[5]。また同年6月、東京都世田谷区にある複数の女性宅で玄関ポストにスマホを差し入れ、女性の裸などを盗撮したとして、同年12月13日までに警視庁世田谷警察署が性的姿態撮影処罰法違反（撮影）の疑いで同社員を追送検していたことが明らかになった[6]。